# Tālivaldis
Tālivaldis lub Talibalds z Tālavy (łac. Thalibaldus de Tolowa; zm. 1215 r.) – łatgalski władca Tālavy, rezydujący na bewerińskim wzgórzu zamkowym (Talibaldus de Beverin), później starszy Trikāty (senior Tricatuae). 
W czasie krucjaty liwońskiej wraz ze swym synem Rameką jako wasal biskupa Alberta prowadził wojny z estońską Sakalą i Ugauniją oraz najeżdżającymi Tālavę Litwinami.
Już w 1211 był zmuszony przenieść się do Trikāty, gdzie został starszym novady. W 1213 jako lojalnego sprzymierzeńca krzyżowców schwytali go Litwini i usiłowali uprowadzić jako jeńca na Litwę. W 1215 zabili go estońscy najeźdźcy.